# Samtgemeinde Elbmarsch
Die Samtgemeinde Elbmarsch liegt im äußersten Nordosten des Landkreises Harburg in Niedersachsen. Verwaltungssitz ist die Gemeinde Marschacht.

## Geografie
Im Norden der Samtgemeinde ziehen sich die Ortschaften von Drage bis Avendorf am Elbdeich entlang. Die lang gezogenen Straßendörfer gehen fließend ineinander über. Die Binnenmarschdörfer Bütlingen, Eichholz, Oldershausen und Hunden haben dagegen eine größere räumliche Distanz zueinander. Insgesamt bestimmen reizvolle Marschlandschaften mit Wiesen und Gräben sowie die Elbe und Ilmenaukanal mit ihren Deichen das Gesicht der Elbmarsch. Landwirtschaft und Viehzucht haben immer noch einen hohen Stellenwert in diesem Gebiet. Auch der Reitsport und die Pferdezucht sind traditionell in der Elbmarsch verankert.

### Geografische Lage
Die Samtgemeinde Elbmarsch liegt im Norden Niedersachsens und gehört zum Landkreis Harburg.
Sie wird nördlich von der Elbe, an deren gegenüberliegendem Ufer sich das Land Schleswig-Holstein anschließt, begrenzt. Im Osten sowie Süden grenzt der Landkreis Lüneburg mit seinen Samtgemeinden Scharnebeck und Bardowick. In Richtung Westen begrenzt die Kreisstadt Winsen das Gebiet der Samtgemeinde Elbmarsch. Ebenso machen sich die ersten Ausläufer der Hansestadt Hamburg bemerkbar.
Die Samtgemeinde liegt in einer verkehrsgünstigen Lage zwischen Hamburg, Lüneburg, Winsen und Geesthacht. Über die Bundesstraße 404, die direkt durch die Mitgliedsgemeinde Marschacht verläuft, lassen sich schnell die A 25 (Hamburg) und A 39 (Lüneburg / ehm. A 250) erreichen. Ebenso erreicht man über diese zügig die A 1 (Bremen, Lübeck), A 7 (Hannover, Flensburg) sowie die A 24 (Berlin).

### Nachbargemeinden
| Hamburg-Bergedorf 14 km | Geesthacht 2 km                             | Schwarzenbek 12 km |
| Seevetal 23 km          | Kompassrose, die auf Nachbargemeinden zeigt | Lauenburg 35 km    |
| Winsen (Luhe) 13 km     | Lüneburg 19 km                              | Scharnebeck 16 km  |

### Samtgemeindegliederung
Die Samtgemeinde besteht aus drei Mitgliedsgemeinden, die sich nach ihrer Bildung bzw. Eingliederung im Zuge der Verwaltungs- und Gebietsreform am 11. Juli 1972 zur Erledigung ihrer Verwaltungsgeschäfte zusammenschlossen.
Im Einzelnen sind es die Gemeinden
- Drage, mit den OT Drage, Drennhausen, Elbstorf, Mover, Fahrenholz, Hunden, Schwinde und Stove.
- Marschacht, mit den OT Eichholz, Niedermarschacht, Obermarschacht, Oldershausen und Rönne.
- Tespe, mit den OT Tespe, Avendorf und Bütlingen.

In der Samtgemeinde Elbmarsch leben zurzeit 13.301 Menschen. Davon entfallen auf die Gemeinde Drage 4412, auf die Gemeinde Marschacht 4101 und auf die Gemeinde Tespe 4801 (Stand 30. Juni 2019).

## Geschichte
Seit Juli 1972 gibt es die Samtgemeinde Elbmarsch in der heutigen Form.
Im Zuge der Verwaltungs- und Gebietsreform wurde aus den früher selbstständigen Gemeinden Drage, Drennhausen, Elbstorf, Hunden, Schwinde und Stove die Gemeinde Drage.
Aus den selbstständigen Gemeinden Eichholz, Oldershausen, Niedermarschacht, Obermarschacht und Rönne wurde die Gemeinde Marschacht.
Die Gemeinde Tespe entstand aus den selbstständigen Gemeinden Tespe, Bütlingen und Avendorf.
Die per Gesetz neu gebildeten Gemeinden schlossen sich mit der Hauptsatzung vom 11. Juli 1972 zur Samtgemeinde Elbmarsch zusammen. Die Verwaltung hat ihren Sitz im Marschachter Rathaus.

## Politik

### Samtgemeinderat
Der Samtgemeinderat der Samtgemeinde Elbmarsch besteht aus 30 Ratsfrauen und Ratsherren. Dies ist die festgelegte Anzahl für eine Samtgemeinde mit einer Einwohnerzahl zwischen 11.001 und 12.000 Einwohnern. Die Ratsmitglieder werden durch eine Kommunalwahl für jeweils fünf Jahre gewählt. Die aktuelle Amtszeit begann am 1. November 2021 und endet am 31. Oktober 2026.
Stimmberechtigt im Rat der Samtgemeinde ist außerdem die hauptamtliche Samtgemeindebürgermeisterin Kathrin Bockey (SPD).
Aus dem Ergebnis der Kommunalwahl 2021 ergab sich folgende Sitzverteilung:
| Samtgemeinderat 2021Insgesamt 30 Sitze - SPD: 10 - Grüne: 6 - Piraten: 1 - FWG: 4 - FDP: 1 - CDU: 8 |

Die vorherigen Kommunalwahlen ergaben folgende Sitzverteilungen:
| Wahljahr | SPD | CDU | Grüne | FWG | Piraten | FDP | Gesamt   |
| 2016     | 10  | 8   | 6     | 4   | 1       | 1   | 30 Sitze |

### Samtgemeindebürgermeister
Hauptamtlicher Samtgemeindebürgermeister der Samtgemeinde Elbmarsch war ab dem 1. November 2001 Rolf Roth (SPD). 
Bei der Bürgermeisterwahl am 25. Mai 2014 wurde er als Amtsinhaber mit 88,2 Prozent der Stimmen im Amt bestätigt. Die Wahlbeteiligung lag bei 48,0 Prozent. Roth trat seine weitere Amtszeit am 1. November 2014 an. Stellvertretende Samtgemeindebürgermeister waren seit dem 1. November 2016 Jörg Werner, Karl-Heinz Kornberger und Malte Jörn Krafft.
Nachdem sich Rolf Roth 2021 nicht erneut zur Wahl stellte, wurde Kathrin Bockey zu seiner Nachfolgerin gewählt, sie gewann die Stichwahl gegen Malte Jörn Krafft (Grüne) mit 51,63 Prozent. Sie trat ihr Amt am 1. November 2021 an.
Seit dem 1. Mai 2014 ist Jan Abeska allgemeiner Vertreter des Samtgemeindebürgermeisters und Leiter der Stabsstelle.

### Wappen
| Wappen von Samtgemeinde Elbmarsch | Blasonierung: „Unter goldenem (gelbem) Schildhaupt mit einem darin rotbewehrten und -bezungten schreitenden blauen Löwen, in Grün ein schräger silberner (weißer) Wellenbalken, links beseitet von einem goldenen (gelben) Hufeisen mit 14 Nagellöchern.“ |
| Wappen von Samtgemeinde Elbmarsch | Wappenbegründung: Der Löwe erinnert an die frühere Zugehörigkeit zum Herzogtum Braunschweig-Lüneburg. Der untere Teil des Wappens steht redend für den Ortsnamen Elbmarsch (Wellenbalken und die Farbe Grün). Das Hufeisen erinnert an einen der Haupterwerbszweige im Gemeindegebiet, der Pferdezucht. Die 14 Nagellöcher symbolisieren die Dörfer der Elbmarsch. |

### Flagge
|  | 00Hissflagge:„Die Flagge ist grün-gelb geteilt mit dem aufgelegten Wappen in der Mitte.“ |

## Kultur und Sehenswürdigkeiten
Der Fremdenverkehr gewinnt für die Samtgemeinde Elbmarsch immer mehr an Bedeutung. Die vielen Campingplätze bieten sowohl für den Kurz- als auch für den Langzeiturlaub allerlei Erholung in einer schönen Landschaft mit vielen Freizeitaktivitäten. Das vielfältige Angebot in dieser Region reicht von Wandertouren über Reiten und Tennis bis zum Minigolf und Angeln.
Kulturell sind der Skulpturenpark in Marschacht, die während der Sommermonate stattfindende Freiluftkunstausstellung Marschkunst-Kunstmarsch sowie der regelmäßig stattfindende Bauernmarkt zu erwähnen.
Die Samtgemeinde Elbmarsch ist auch in der Kooperation Urstromtal Elbe engagiert. Aufgabe dieser freiwilligen Kooperation ist den Erholungsraum Elbe zu fördern.

## Wirtschaft und Infrastruktur
Die ortsansässigen Banken, Ärzte, Apotheken und Lebensmittelmärkte sowie der neu geschaffene Wochenmarkt sorgen zusammen mit dem breiten Spektrum an mittelständischen Unternehmen für eine vollständige Grundversorgung der Samtgemeinde. Die in den Mitgliedsgemeinden vorhandenen kleineren Gewerbegebiete bieten den ansässigen Unternehmen aufgrund der günstigen Lage ideale Flächen. Es existiert ein gemeindeübergreifendes Gewerbegebiet (Gewerbepark Eichholz), das mit seiner direkten Nähe zur B 404 auch größere Unternehmen anlocken soll.

### Öffentliche Einrichtungen
Für die Sicherheit der Bewohner sorgen die Polizeistation Marschacht sowie die zehn Freiwilligen Feuerwehren mit ihren rund 400 aktiven Mitgliedern. Neben ihren normalen Aufgaben bieten diese auch – wie auch zahlreiche der über 40 ortsansässigen Vereine – eine Vielzahl von Aktivitäten, die zur Belebung der dörflichen Gemeinschaft beitragen, an. In Marschacht gibt es das Deichhaus, ein offener Jugendtreff. Seit 2003 hat sich die offene Jugendarbeit immer mehr im Landkreis Harburg etabliert.

### Bildung
In der Samtgemeinde befinden sich insgesamt sechs Kindergärten sowie insgesamt fünf Grundschulen und einer weiterführenden Oberschule mit gymnasialem Zweig bis zur zehnten Klasse (Ernst-Reinstorf-Schule). Schüler, die eine gymnasiale Oberstufe besuchen wollen, müssen nach der zehnten Klasse den Weg zum Gymnasium nach Winsen antreten. Abgerundet wird das Bildungsangebot durch die Elbmarsch-Bücherei in der Grundschule Marschacht.

## Sport
Fußball

Aushängeschild im sportlichen Bereich ist die Herrenmannschaft von Eintracht Elbmarsch. Aus den Fußballabteilungen der TuS Schwinde, dem MTV Jahn Obermarschacht und dem TSV Tespe wurde der Verein 1995 gegründet und erlebte seinen größten Erfolg am 16. Juni 2012, als man im Relegationsspiel den FC Worpswede mit 1:0 schlug und dadurch in die Fußball-Landesliga aufstieg. Nach drei Jahren in der sechsthöchsten deutschen Spielklasse, stieg die Eintracht 2015 in die Bezirksliga ab.
Ein Jahr später erreichte die Damenmannschaft der Eintracht Elbmarsch mit einem 2:1-Sieg im Relegationsspiel gegen den TuS Fleestedt ebenfalls den Aufstieg in die Landesliga. Somit ist sie das aktuell höchstspielende Eintracht-Team.

## Sonstiges
In der Elbmarsch wurde von 1990 bis 2003 eine Häufung von Leukämie bei Kindern beobachtet. Die Rolle des GKSS-Forschungszentrums in Zusammenhang mit den Fällen wurde dabei kontrovers diskutiert. Die genaue Ursache ist bis heute ungeklärt.

## Partnergemeinde
Gmina Białe Błota, Polen

## Geboren in der Samtgemeinde Elbmarsch
- Florian Carstens (* 8. Oktober 1998 in Marschacht), Fußballspieler
- Ernst Reinstorf (* 19. September 1868 in Bütlingen; † 5. April 1960 in Hamburg-Blankenese), Lehrer, Heimatforscher, Schriftsteller

## Mit der Samtgemeinde Elbmarsch verbunden
- Kathrin Bockey (* 1968 in Buchholz i. d. Nordheide), Politikerin
- Michael Grosse-Brömer (* 1960 in Oberhausen), Politiker
- Uwe Harden (* 1952), Politiker
- Rita Knobel-Ulrich (* 1950), Journalistin
- Annegret Soltau (* 1946 in Lüneburg), Bildende Künstlerin
- Walther Zander (1938–2007), deutscher Keramiker